# Aung Gyi
Aung Gyi est un nom birman ; les principes des noms et prénoms ne s'appliquent pas ; U et Daw sont des titres de respect.
Aung Gyi (birman အောင်ကြီး) est un général de brigade et homme politique birman né le 16 février 1919 dans le sous-district de Paungde (près de Prome, dans la région de Bago) et mort le 25 octobre 2012 dans le sous-district de Mayangon (au nord de Rangoon). Héritier apparent du général Ne Win, il en devint un des opposants après 1963. Il est l'un des cofondateurs de la Ligue nationale pour la démocratie en 1988.

## Débuts
Aung Gyi, né en 1919, est le fils d'une birmane et d'un commerçant chinois. Outre son nom d'usage le plus courant Ang Ji (昂季), il possède un nom typiquement chinois : Chen Tianwang (陈天旺).
Aung Gyi fit partie du 4th Fusillier birman de Ne Win et devint un des hommes de confiance de celui-ci. Il participa au gouvernement intérimaire de Ne Win (octobre 1958-avril 1960). (Dans ses mémoires Le fils du Samedi, publiés en 1974, l'ancien Premier ministre U Nu affirme que la constitution de ce gouvernement intérimaire lui fut arrachée sous la menace d'un coup d'État militaire par un groupe d'officiers menés par Aung Gyi et Maung Maung Kha). Après le coup d'État du 2 mars 1962, Aung Gyi occupa les postes de ministre du Commerce et de l'Industrie et de vice-chef d'état-major dans le Conseil révolutionnaire mis en place par Ne Win. À cette date, il était généralement considéré comme son héritier politique probable.
Le rôle d'Aung Gyi dans l'écrasement des protestations étudiantes qui suivirent n'est pas clair. Dans son discours de démission du 23 juillet 1988, Ne Win l'accusa d'être « le vrai coupable » de la destruction du bâtiment de l'Union des étudiants de l'Université de Rangoon le 8 juillet 1962. Mais en 1988 Aung Gyi était déjà en disgrâce depuis 25 ans.
Aung Gyi fut exclu du Conseil révolutionnaire en 1963, pour avoir critiqué sa politique économique socialiste et pour des déclarations faites au Japon sur les causes du coup d'État. Il fut emprisonné en 1965-1968, et à nouveau en 1973-1974. Il resta cependant loyal à la Tatmadaw (les forces armées birmanes) et en contact avec Ne Win, en dépit de ses sévères critiques à l'égard du gouvernement.

## L'opposant
À partir de juillet 1987, Aung Gyi publia plusieurs longues lettres ouvertes à Ne Win, largement diffusées dans le pays ; ces lettres, critiques du gouvernement, jouèrent un rôle important dans la genèse du mouvement pro-démocratique de 1988. Sa lettre du 7 mars 1988 suggère des réformes économiques et un remaniement ministériel, critique sévèrement la « voie birmane vers le socialisme » et met en garde contre une possible agitation sociale. Sa lettre du 9 mai, longue de 40 pages, réaffirme le besoin de réformes économiques.
Après la démission de Ne Win le 23 juillet, Aung Gyi fut emprisonné entre le 29 juillet et le 25 août. Malgré cela, il continua à soutenir l'armée, déclarant en public juste avant le coup d'État du 18 septembre qu'il garantissait que celle-ci ne ferait pas de coup d'État et que le gouvernement intérimaire serait formé très vite : « Je me tuerai moi-même (si l'armée fait un coup d'État ». Après le bain de sang, il déclara encore à ceux qui venaient l'écouter qu'ils « ne devaient pas “pécher” contre l'armée, même en pensée. »
La Ligue nationale pour la démocratie (LND) fut fondée le 27 septembre 1988 : Aung Gyi en était le président, l'ancien général Thura Tin Oo le vice-président et Aung San Suu Kyi la secrétaire générale. Aung Gyi démissionna de la LND dès le 3 décembre, l'accusant d'être infiltrée par les communistes, pour fonder le Parti de l'union démocratique nationale (UNDP) le 16 décembre. Un seul candidat de ce parti fut élu aux élections législatives du 27 mai 1990, contre 392 pour la LND.
En 1993 Aung Gyi fut condamné à six mois de prison pour n'avoir pas payé une facture pour des œufs.[réf. souhaitée]
En 1998, il se rendit aux États-Unis, où il donna une longue interview à Radio Free Asia. Interrogé au sujet de l'armée, il déclara : « Le peuple méprise la Tatmadaw. C'est mauvais signe. Le peuple birman a perdu foi en la Tatmadaw. » Bien qu'il admît la corruption et le népotisme de la junte au pouvoir, il affirma qu'Aung San Suu Kyi était entourée de « communistes », exactement l'accusation de la junte. Il critiqua aussi la Ligue nationale pour la démocratie pour avoir boycotté la récente Convention nationale destinée à rédiger une nouvelle constitution. Il déclara « Je veux qu'U Ne Win contribue à quelque chose avant sa mort, car il sait ce qui est bon ou mauvais. » Il affirma que celui-ci était encore influent et avait ordonné le changement du nom de la junte en Conseil d'État pour la paix et le développement (SPDC) et le remaniement ministériel de 1997.
Aung Gyi fut un des rares assistants aux funérailles de Ne Win en 2002 à parler chaleureusement de sa participation à l'indépendance de la Birmanie en 1948, mais affirma aussi qu'il avait trahi son pays. « Il a violé la démocratie en faisant un coup d'État. Il est mort sans gloire. Ce fut une fin triste et tragique. »